# Cantone di Liévin
Il Cantone di Lens è una divisione amministrativa dell'Arrondissement di Lens e dell'Arrondissement di Arras.
È stato costituito a seguito della riforma approvata con decreto del 24 febbraio 2014, che ha avuto attuazione dopo le elezioni dipartimentali del 2015.

## Composizione
Comprende i 4 comuni di:
- Éleu-dit-Leauwette
- Givenchy-en-Gohelle
- Liévin
- Vimy